# Novouleanovka, Ciornomorske
Novouleanovka (în ucraineană Новоульяновка) este un sat în comuna Mijvodne din raionul Ciornomorske, Republica Autonomă Crimeea, Ucraina.

## Demografie
Componența lingvistică a localității Novouleanovka
     Rusă (25,25%)
     Ucraineană (23,59%)
     Tătară crimeeană (8,64%)
     Alte limbi (0,66%)
Conform recensământului din 2001, nu exista o limbă vorbită de majoritatea populației, aceasta fiind compusă din vorbitori de rusă (25,25%), ucraineană (23,59%) și tătară crimeeană (8,64%).